# Dolhasca
Dolhasca este un oraș în județul Suceava, Moldova, România, format din localitatea componentă Dolhasca (reședința), și din satele Budeni, Gulia, Poiana, Poienari, Probota, Siliștea Nouă și Valea Poienei. La recensământul din anul 2011, localitatea avea o populație de 9.298 de locuitori, fiind al optulea centru urban ca mărime al județului. A fost declarat oraș prin Legea 83/2004, împreună cu alte 7 localități din județul Suceava.
Dolhasca este un oraș cu o arie de influență și o forță urbană scăzute, aspectul localității și îndeletnicirea locuitorilor acesteia rămânând preponderent rurale și după trecerea de la statutul de comună la cel de oraș. Dolhasca se învecinează cu Liteni, un oraș asemănător, ce și-a căpătat acest statut de asemenea prin Legea 83/2004.
Localitatea este cunoscută pentru Mănăstirea Probota, ctitorie a domnitorului Petru Rareș ce datează din anul 1530, pentru faptul că este nod feroviar și pentru că aici s-a născut în 1939 actorul Alexandru Arșinel. Dolhasca este așezată pe valea râului Siret, în extremitatea sud-estică a județului Suceava, la limita cu județele Iași și Botoșani. Până la reforma administrativă din 1950, Dolhasca a făcut parte din județul Baia.

## Geografie
Orașul se află în Podișul Sucevei, într-o zonă cu întinse suprafețe agricole, dar și păduri de fag și stejar. Teritoriul localității este situat lângă cursul râului Siret, fiind străbătut și de cursul afluentului Șomuzul Mare.
Drumul județean DJ 208A leagă Dolhasca de reședința de județ, municipiul Suceava, care se găsește la o distanță de 44 km. Altă cale rutieră importantă este DJ 208, care face legătura cu municipiul Fălticeni, aflat la 27 km de Dolhasca. Tot la o distanță de 27 de km, însă către sud, este situat municipiul Pașcani din județul Iași.
Magistrala de cale ferată Suceava – București traversează orașul Dolhasca, care este nod feroviar, deoarece există și o linie ferată secundară Dolhasca – Fălticeni.

## Demografie
Componența etnică a orașului Dolhasca
     Români (81,07%)
     Romi (12,43%)
     Alte etnii (0%)
     Necunoscută (6,5%)
Componența confesională a orașului Dolhasca
     Ortodocși (91,62%)
     Alte religii (1,7%)
     Necunoscută (6,68%)
Conform recensământului efectuat în 2021, populația orașului Dolhasca se ridică la 11.007 locuitori, în creștere față de recensământul anterior din 2011, când fuseseră înregistrați 10.298 de locuitori. Majoritatea locuitorilor sunt români (81,07%), cu o minoritate de romi (12,43%), iar pentru 6,5% nu se cunoaște apartenența etnică. Din punct de vedere confesional, majoritatea locuitorilor sunt ortodocși (91,62%), iar pentru 6,68% nu se cunoaște apartenența confesională.

## Politică și administrație
Orașul Dolhasca este administrat de un primar și un consiliu local compus din 17 consilieri. Primarul, Decebal Dumitru Isachi[*], de la Partidul Național Liberal, este în funcție din 2016. Începând cu alegerile locale din 2024, consiliul local are următoarea componență pe partide politice:
|  | Partid                          | Consilieri | Componența Consiliului | Componența Consiliului | Componența Consiliului | Componența Consiliului | Componența Consiliului | Componența Consiliului | Componența Consiliului | Componența Consiliului | Componența Consiliului |
|  | ------------------------------- | ---------- | ---------------------- | ---------------------- | ---------------------- | ---------------------- | ---------------------- | ---------------------- | ---------------------- | ---------------------- | ---------------------- |
|  | Partidul Național Liberal       | 9          |                        |                        |                        |                        |                        |                        |                        |                        |                        |
|  | Partidul Social Democrat        | 7          |                        |                        |                        |                        |                        |                        |                        |                        |                        |
|  | Alianța pentru Unirea Românilor | 1          |                        |                        |                        |                        |                        |                        |                        |                        |                        |

## Istoric
Teritoriul actualei localități Dolhasca a fost locuit din cele mai vechi timpuri, zona oferind condiții favorabile sub aspectul alimentării cu apă, existenței pădurilor și a terenurilor potrivite desfășurării activităților agricole.
Dovezile arheologice atestă clar că acest teritoriu a fost locuit de timpuriu (perioada paleolitic-neolitic). Săpăturile arheologice efectuate în anul 1972 de către arheologul Silvia Teodor (în zona înaltă a dealurilor Budeni și Siliștea) sunt dovezi de necontestat ale unei vechi populări a acestui teritoriu. Aici au fost scoase la iveală fragmente ceramice și unelte ale unei așezări, un bordei, iar marea majoritate a ceramicii descoperite a fost datată ca aparținând secolelor al III-lea și al II-lea î.Hr. Tot în această zonă au fost descoperite două bordeie din secolele al VI-lea și al VII-lea d.Hr.
O dovadă a continuării populării acestui teritoriu în secolul al XIV-ea este temelia vechii Mănăstiri Sfântul Nicolae din Poiana, situată la circa 500 de metri sud de Mănăstirea Probota (care datează din secolul al XVI-lea, fiind ctitoria domnitorului Moldovei Petru Rareș).

## Descrierea stemei
Stema localității Dolhasca se compune dintr-un scut tăiat. În partea superioară, pe fond de contrahermină, un cap de bour cu gâtul conturnat, însoțit de o stea cu opt raze între coarne, un disc solar și un crai-nou, în stânga – toate de aur. În partea inferioară, pe fond roșu, un arbore dezrădăcinat – de asemenea, de aur. Scutul este timbrat cu o coroană murală cu un turn de argint.
Propunerea de stemă pentru Dolhasca asigură concordanța elementelor acesteia cu specificul economic, social, cultural și tradiția istorică ale fostei comunei, respectând tradiția heraldică a acestei zone și legile științei heraldicii. Deși a fost declarată oraș, coroana murală cu un turn de argint semnifică faptul că așezarea este comună.

## Educație și cultură
Pe raza orașului Dolhasca funcționează o unitate de învățământ mediu care poartă numele Grupul Școlar „Doamna Oltea” (mama domnitorului Ștefan cel Mare). În afară de acest grup școlar, în Dolhasca și în satele arondate orașului mai funcționează 10 școli și 13 grădinițe.
De asemenea, în localitate se află 2 cămine culturale, ambele cu vechi state în activitatea teatrală și corală. Principalul obiectiv cultural și turistic din Dolhasca este Mănăstirea Probota, ctitoria lui Petru Rareș din anul 1530. Obiectivul se află în satul Probota, fostă comună până în 1968, atunci când după noua împărțire administrativă devine sat arondat comunei Dolhasca.

## Personalități
- Alexandru Arșinel (1939-2022) – actor român de comedie
- Constantin N. Arseni (1912-1994) – medic neurochirurg, profesor universitar și director al clinicii de Neurochirurgie a facultății de medicină din București, membru al Academiei Române (1991)
- Gheorghe Drobotă (1934-2016[9])– fost jucător al echipei naționale de rugby a României, decan al Facultății de Agricultură din Iași

## Obiective turistice
- Mănăstirea Probota – construită în anul 1530 de către domnitorul Petru Rareș
- Biserica Nașterea Maicii Domnului din Poiana Răftivanului – construită la mijlocul secolului al XIX-lea de către boierii Răftivanu
- Ruinele Bisericii Sfântul Nicolae din Poiana Răftivanului – datează din secolul al XIX-lea
- Ruinele Rateșul Rahtivanilor din Poiana Răftivanului – datează de la începutul secolul al XIX-lea
- Ruinele Bisericii Sfântul Nicolae din Probota – datează din anul 1391
- Gara veche din Dolhasca – construită în secolul al XIX-lea
- Dealul Mare - Hârlău (sit de importanță comunitară inclus în rețeaua europeană Natura 2000 în România)

## Imagini

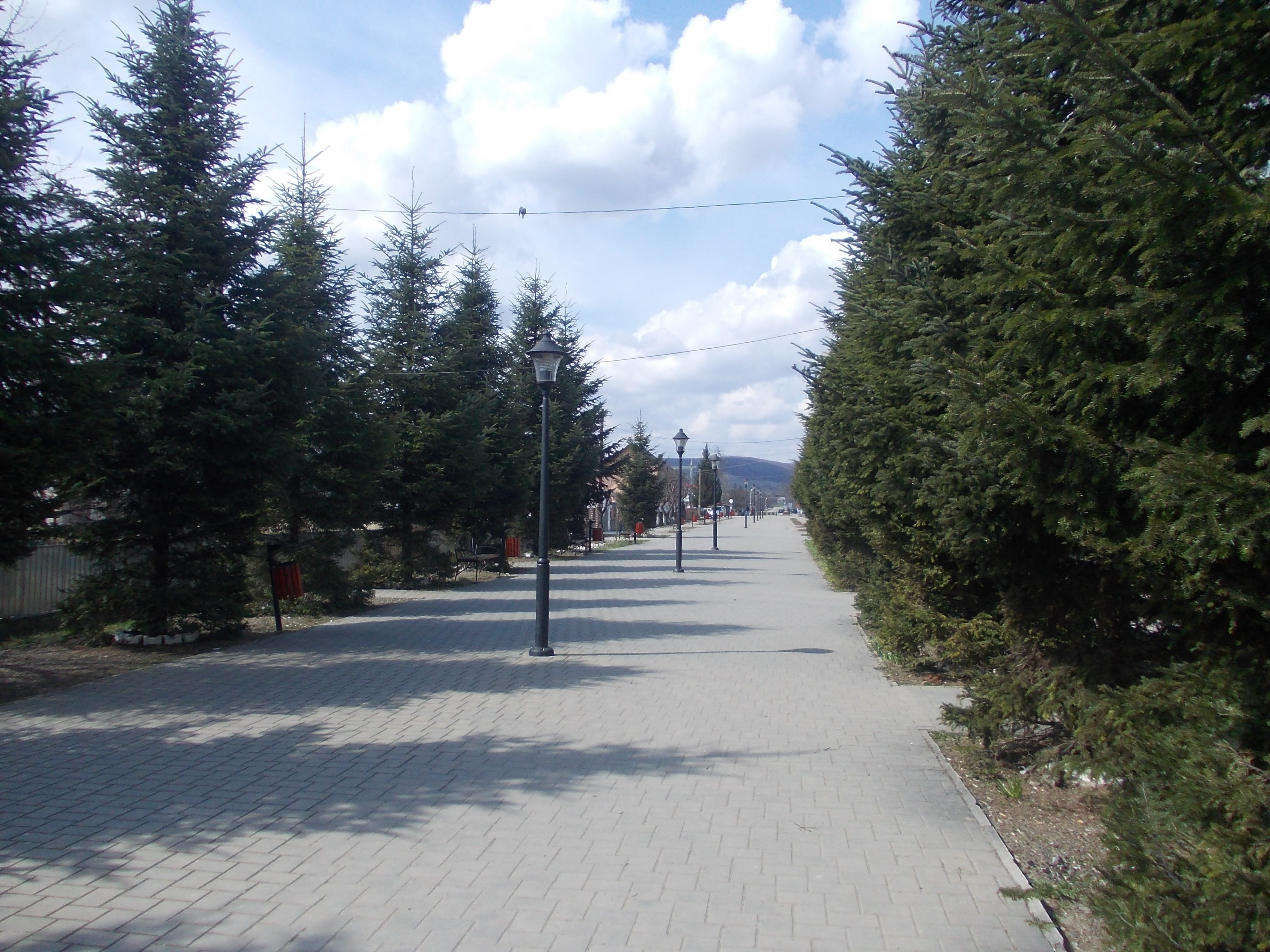
Artera pietonală din centrul orașului
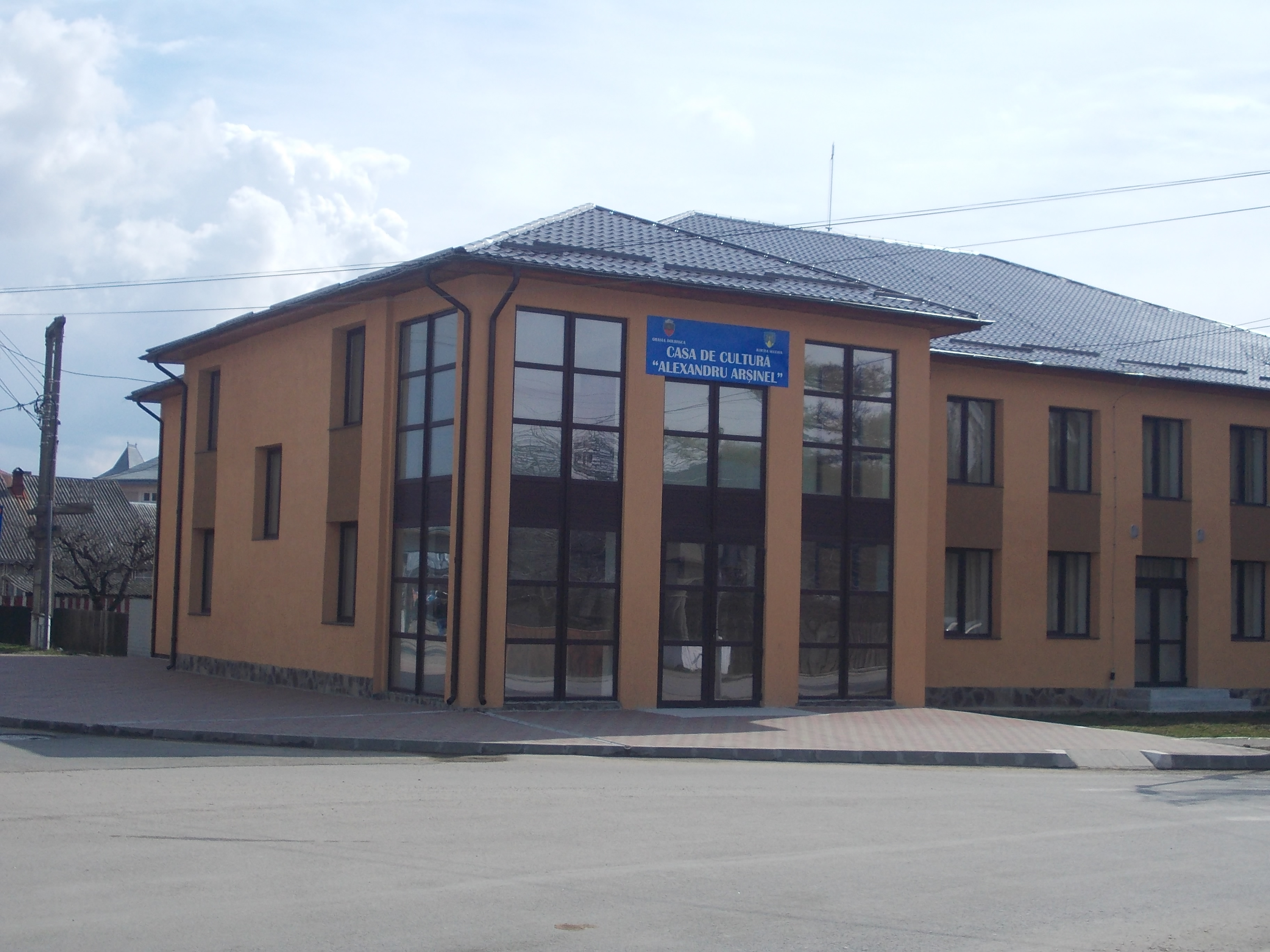
Casa de Cultură „Alexandru Arșinel”
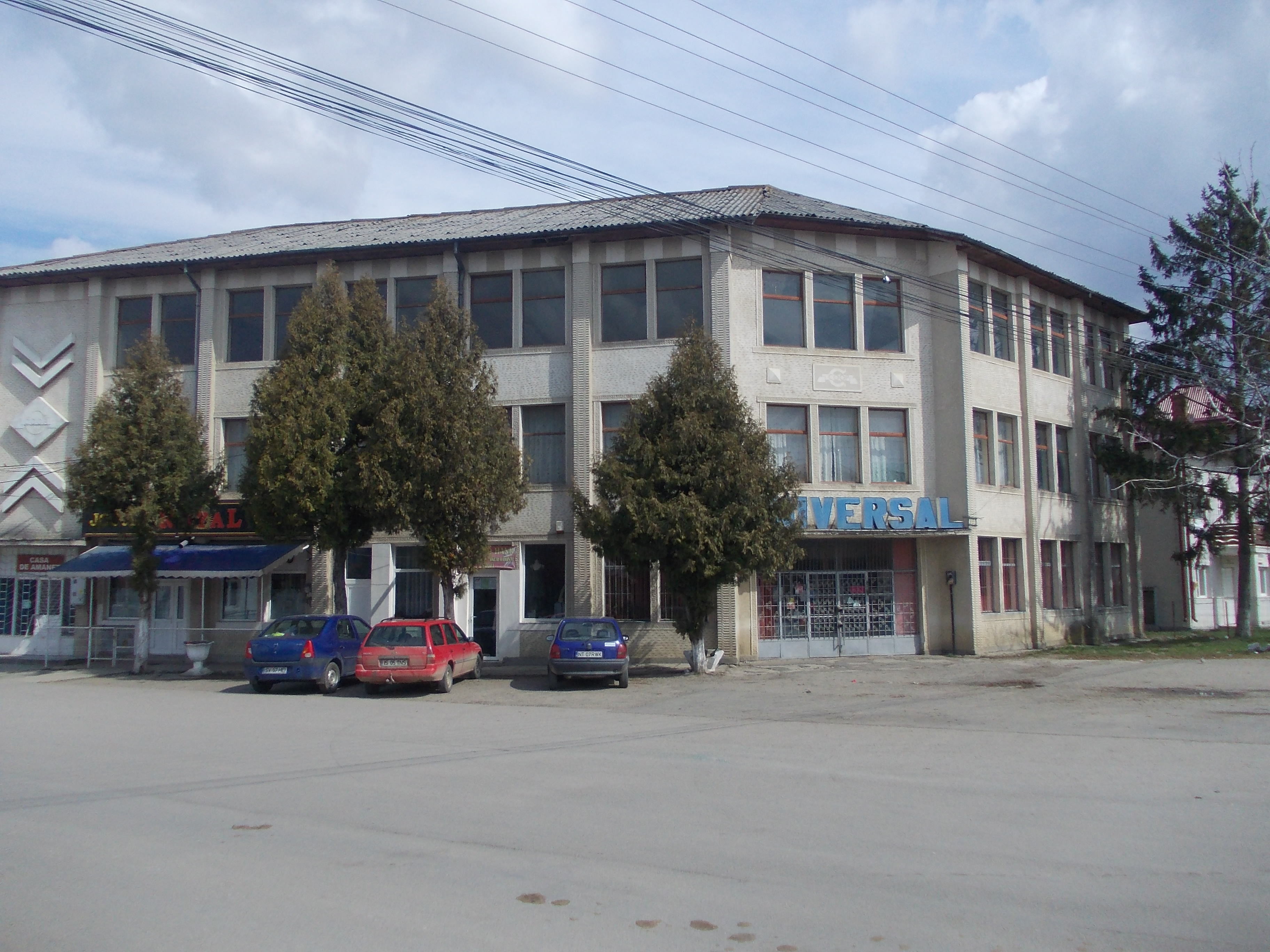
Spații comerciale
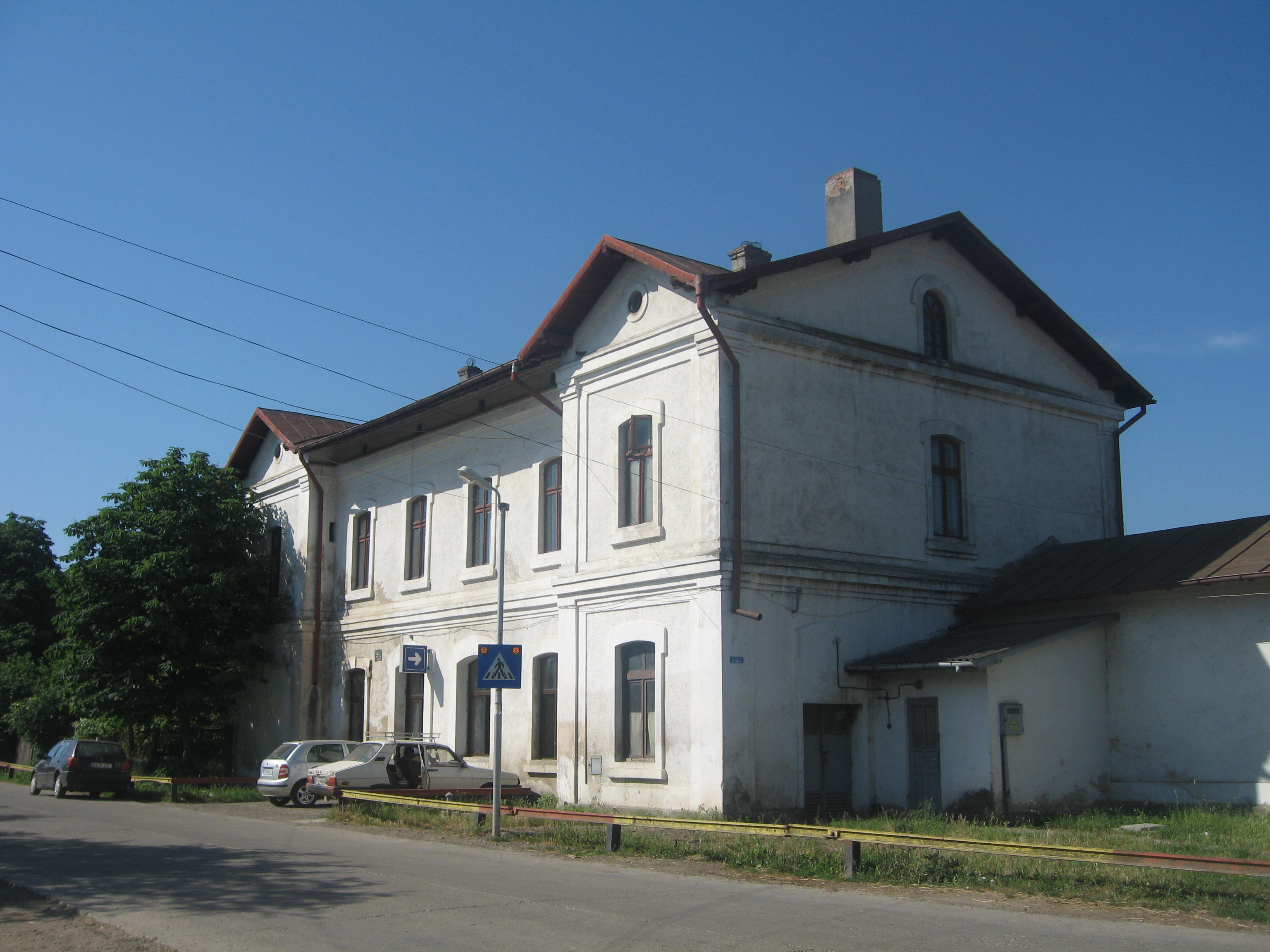
Gara veche din Dolhasca
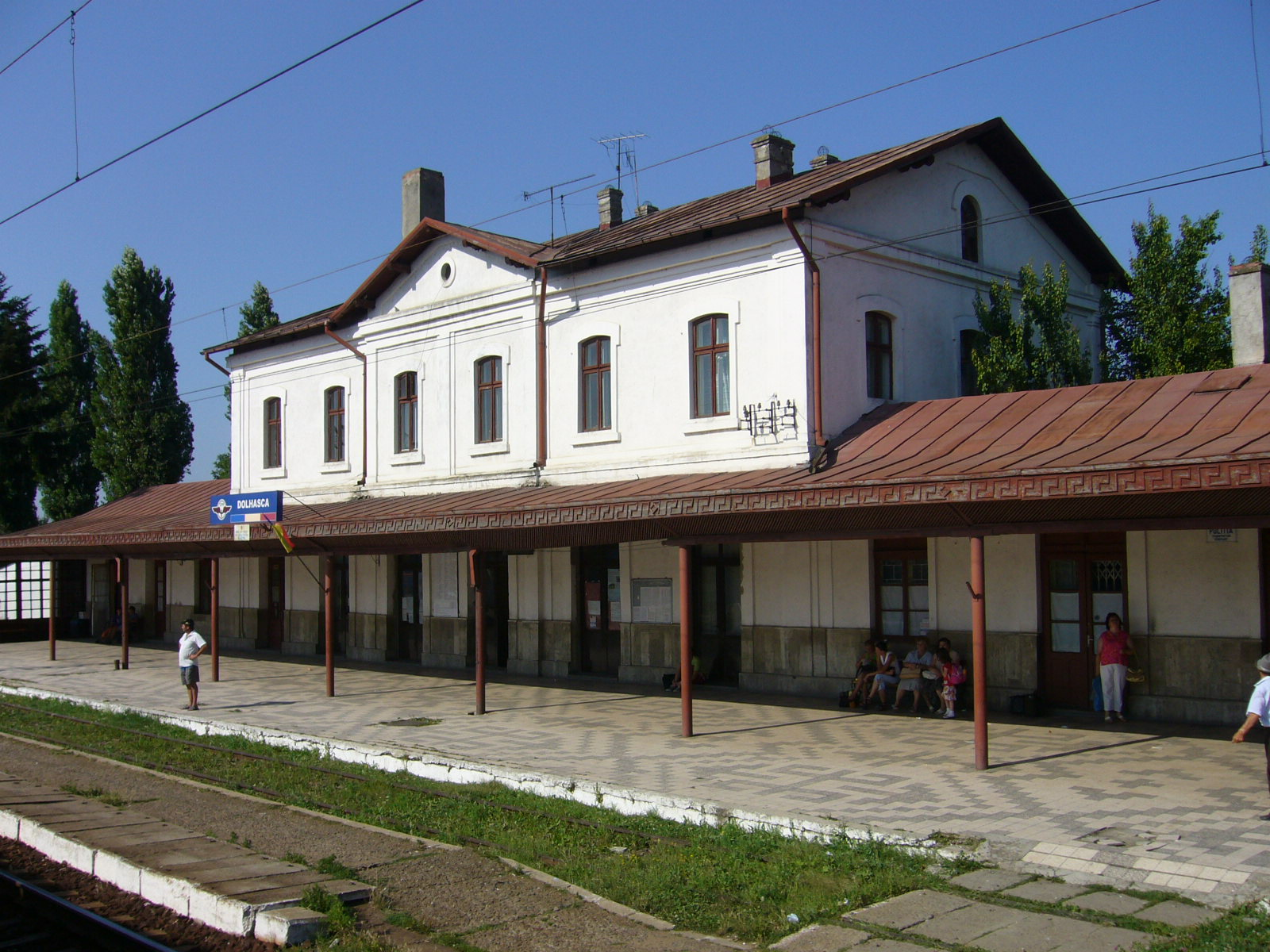
Gara veche din Dolhasca
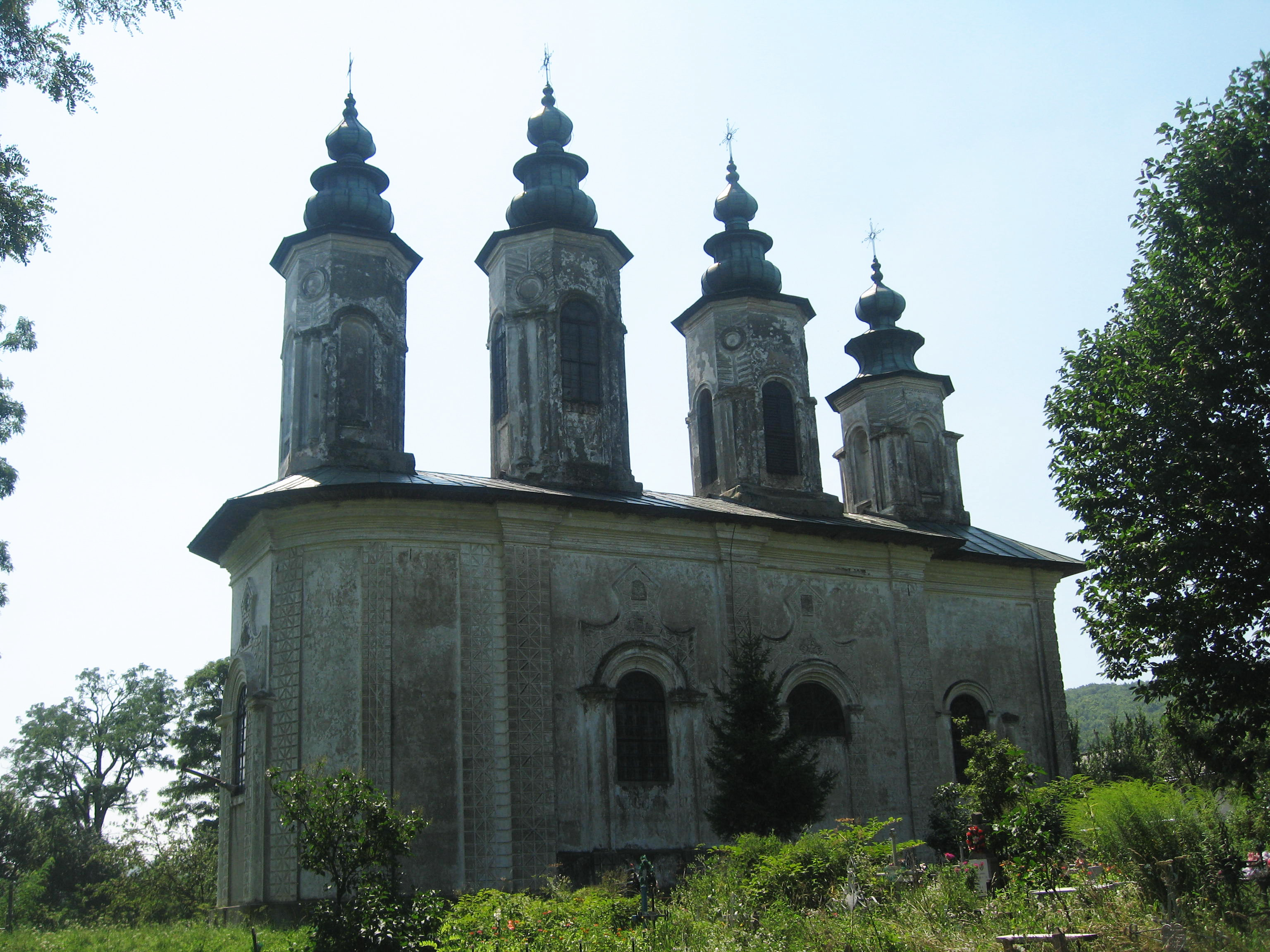
Biserica veche din Poiana Răftivanului